# Ноктюрн (опера)
«Ноктюрн» — остання опера українського композитора Миколи Віталійовича Лисенка на лібрето Л. Старицької-Черняхівської. Опера на одну дію, яку композитор назвав «опера-хвилинка» була створена в 1912 році і вперше, після смерті композитора, була виконана Київським муніципальним театром.
Лібрето до цієї опери написала племінниця композитора Людмила Михайлівна Старицька-Черняхівська (1868—1941), дочка давнього друга композитора, письменника і театрального діяча Михайла Старицького (1840—1904). Як і в попередній опері — «Енеїді», Лисенко відступив від патріотичної тематики та фольклору і обрав сучасний сюжет, в якому народна пісня і пісня епохи романтизму контрастують як репрезентанти минулого і сучасного. Як характерний мотив для старого світу композитор обрав салонну пісню «Время невозвратное», яку співає його мати Ольга Єремієвна Луценкова. На думку С. Неєфової, «ця оперна мініатюра геніально відображає становище інтелектуала між поразкою буржуазної революції та соціалістичною революцією».
Опера увійшла до репертуару українських театрів (наприклад, у 1927 р. вона вперше була поставлена в Одесі), а в 30-х роках вона транслювалася по радіо у тодішньому польському місті Львові. Опера рідко потрапляє до репертуару театрів, але виконується в оперних студіях музичних навчальних закладах, зокрема консерваторій у Києві та Львові.
Інструментовку опери здійснив композитор Яків Яковменко-Степовий.

## Дійові особи
- Панна — колоратурно-ліричне сопрано
- Офіцер — баритон
- Вакханка — альт
- Цвіркунка — ліричне сопрано
- Цвіркун — меццо-сопрано
- Стара жінка — німа роль
- Служниця — розмовна роль
- Рожеві та золоті сни — танцюристи

## Сюжет опери
(Старомодна кімната з фортепіано, статуєю вакхантки та портретами старої жінки, дівчини з трояндою та офіцера у формі з 1812 року. Вечір.) Покоївка прибирає кімнату: закриває вікна, натягує штори, вимикає світло. Вона скаржиться на свою нудну та напружену роботу і дивується джентльменам, які тримають свої кімнати повними старого мотлоху. Якби це було на ній, вона вчинила би з ними їх набагато веселіше, і згідно з моди, разом зі старими зів'ялими портретами, використала би їх для розведення вогню.
Темніє. У тиші кімнати з'являється цвіркун і викликає свого цвіркунку. Потім вони обоє співають про ніч та мрійні сни (цвіркун: Дінь-дінь дінь- дінь / Сердце стука, сердце б 'єтся дуетом: Нічого солодка, ніч таємна / Ніч солодка, ніч таємна). З'являються рожеві та золоті сни, закручуються, переплітаються і знову зникають (танець мрії).
Уві сні вакхантка прокидається. Вона п'є і прославляє життю і свою богиню Астарту (арія П'ю за життя, за втіху нашу). Тоді з портрета виходить дівчина з трояндою — в той час, як енергійний вакхант приходить із країни тепла і сонця, дівчина провела юність у тиші будинку, сидячи за вікном і чекаючи коханого (діалог Хто це співа? Чий чути голос? /Наче сонечко з очей).
Вступає офіцер, коханий дівчини: він колись загинув на війні, але зараз живе і нарешті знаходиться зі своєю коханою (арія О, ні! Я лежав один на полі Січі і дует Сонце в твоїх лиш очах). Стара дама приєднується до них, мовчки сідає за піаніно і грає для любителів танцювати. Вакхантка, цвіркун і цвіркунка оповідають, як минуле оживає у мріях та спогадах про минуле (терцет Згуки далекії, згуки забутіі). Усі вони зупиняються: у нічній тиші лунає далека пісня, забуті мрії, давно минулі хвилини життя (Квінтет Зниклі зі прибули ми).
Б'є четверта година. Статуя та портрети повертаються на свої місця. Входить сонна покоївка, розкладає штори і відчиняє вікна. Звуки вуличної суєти починають надходити до кімнати.
- 1958, виконання студентами Львівської консерваторії, симфонічним оркестром Львівської філармонії під керівництвом Миколи Колесси
- 1991, солісти: Вікторія Лук'янець (Дівчина з трояндою), Микола Коваль (Офіцер), Світлана Кисла (Вакхантка), Людмила Семененко (цвіркунка), Тетяна Кузьмінова (цвіркун). Симфонічний оркестр Українського радіо, диригент — Іван Гамкало